# Joe DeLoach
Joseph Nathaniel „Joe” DeLoach, Jr. (Bay Citi, Texas, 1967. június 5. –) olimpiai bajnok amerikai atléta.

## Élete
Texas államban nőtt fel, tizenegy nővérével és egy bátyjával. Karrierje alatt DeLoach csak egy olimpián tudott részt venni. 1988-ban a szöuli olimpián aranyérmet szerzett 200 méteres síkfutásban. Az 1992-es barcelonai olimpiai játékokról sérülés miatt visszalépett, ezután visszavonult a sporttól. Feleségével és három gyermekével a Texas állambeli Sugar Landban él.